# 蒙古地方

図の赤いモンゴル国領土と中華民国とロシア連邦の領土係争地である黄色いタンヌ・ウリャンカイにほぼ重なる領域が蒙古地方。

1947年の中国の地図、モンゴルの独立性に対する中央政府の認識。

蒙古地方（もうこ/モンゴル-ちほう）は、中華民国が、実効支配できなかったモンゴル高原北部に対し、領有を主張して名目上設置した省級行政区画。いわゆる外蒙古にダリガンガ牧場、ホブド地方等をあわせた範囲に相当し、現在のモンゴル国とロシア連邦トゥヴァ共和国（唐努烏梁海、タンヌ・ウリャンカイ）を含む。地方政府所在地は庫倫（ニースレル・フレー）（現在のウランバートル）。

## 歴史
清朝はモンゴルを八旗蒙古、内属蒙古、外藩蒙古に区分した。
1910年、外藩蒙古の北部ハルハに「新政」が施行されたのをきっかけとして反清独立運動がおこり、1911年、化身ラマのジェプツンダンバ・ホトクト8世が皇帝（ボグド・ハーン）に推戴されてボグド・ハーン政権が発足した。ボグド・ハーン政権はモンゴル全土の統合をめざし、独立戦争の当初は一時的に外蒙古全域に加え、西モンゴルのホブド、内蒙古49旗中35旗を制圧したが、1910年代の半ばになると、その勢力圏には外蒙古にダリガンガ牧場、ホブド地方を合わせた範囲に縮小した。その後、1921年にボグド・ハーン政権は革命で共産化し、1924年には正式な社会主義国家としてモンゴル人民共和国となり、ソ蒙相互援助議定書でソ連軍が駐屯することになった。中華民国の歴代政権は、実効支配できない上記領域を「蒙古」と称し、名目上「中華民国に属する地方」と位置づけた。1945年8月のソ連対日参戦で内蒙古は東部から西部までモンゴル人民軍に占領され、その影響で内モンゴル人民共和国や東モンゴル自治政府、フルンボイル地方自治政府など内外モンゴル統一運動が勃発する。
ヤルタ協定第1条により英・米・ソの三国が「外蒙古の現状の維持」すなわちモンゴルの北部を領土とするモンゴル人民共和国の独立を承認したことに抗し切れず、最終的に1946年1月、中華民国国民政府の蔣介石は内蒙古からのモンゴル人民軍撤収と「国民投票による住人の意思の確認」（外モンゴル独立公民投票）を条件として、モンゴルの北部である「蒙古」の独立を承認した。
中華民国政府は、中国大陸における領土を全て失った後の1953年、中ソ友好同盟条約（1945年締結）を正式に破棄した際に、モンゴル人民共和国に対する独立の承認も撤回したと解釈された。
民主進歩党の陳水扁政権は実質的にモンゴル独立を認めており、2002年にはウランバートルに事実上の大使館にあたる台北貿易経済代表処が、台北市にはモンゴル国の貿易代表事務所が相互に開設された。外交部のウェブサイトにもモンゴル国の「國情簡介」ページが掲載された。
中国国民党の馬英九政権下の2012年には、行政院大陸委員会が、1946年の中華民国憲法制定の時点でモンゴルの独立をすでに認めており、憲法第4条で中華民国の領土とされる「固有の領域」にモンゴルは含まれないとの見解を発表した。

## 行政区画
設立時から下位行政区分は変動しており、2004年の中華民国主計所の『中華民国各省県行政区域代碼』（2005年廃止）では蒙古地方を克魯倫巴爾和屯盟、汗阿林盟、斉斉爾里克盟（齊齊爾里克盟）、扎克畢拉色欽畢都爾諾爾盟、三音済雅哈図左翼盟（三音濟雅哈圖左翼盟）、三音済雅哈図右翼盟（三音濟雅哈圖右翼盟）、唐努烏梁海などに区分していた。1940年代～1950年代の間の中華民国における蒙古地方の行政区分は以下の通り：

### 扎克畢拉色欽畢都爾諾爾盟
- 扎薩克図汗部（ジャサクト・ハン部）

西路扎薩克図汗旗、西路扎薩克図左翼左旗、西路扎薩克図左翼右旗、西路左翼前旗、西路左翼後旗、西路左翼中旗、西路左翼後末旗、西路中左翼左旗、西路中左翼右旗、西路中左翼末旗、西路中右翼左旗、西路中右翼末旗、西路中左翼末次旗、西路右翼右旗、西路右翼前旗、西路右翼後旗、西路右翼右末旗、西路右翼後末旗、西路輝特旗
扎薩克図府

### 斉斉爾里克盟
- 三音諾顔部（サイン・ノヤン部）

中路三音諾顔旗、中路左翼左旗、中路左翼右旗、中路左翼中旗、中路左翼左末旗、中路右翼末旗、中路中左旗、中路中右旗、中路中前旗、中路中後旗、中路中左翼末旗、中路中右翼末旗、中路中末旗、中路中後末旗、中路右翼前旗、中路右翼後旗、中路右末旗、中路右翼中左旗、中路右翼中右旗、中路右翼中末旗、中路右翼左末旗、中路右翼右後旗、中路額魯特旗、中路額魯特前旗
扎雅班第達呼図克図牧地、素珠克図諾門牧地、那魯班褝呼図克図牧地、額爾班徳尼班第達呼牧地
烏里雅蘇台、察爾来格、巴彦洪戈爾、達蘭扎達加特

### 汗阿林盟
- 土謝図汗部（トゥシェート・ハン部）

後路土謝区汗旗、後路左翼前旗、後路左翼後旗、後路左翼中旗、後路左翼末旗、後路左翼中左旗、後路左翼右末旗、後路左翼左中末旗、後路中旗、後路中次旗、後路中左旗、後路中右旗、後路中右末旗、後路中左翼末旗、後路右翼左旗、後路右翼右旗、後路右翼左後旗、後路右翼左末旗、後路右翼右末旗、後路右翼右末次旗
們子卡倫、烏雅拉噶卡倫、庫得里卡倫、奇克泰卡倫、奇蘭卡倫、博勒卡倫、察汗烏蘇卡倫、哈拉呼幾爾卡倫、哈布托海卡倫、斉爾格岱卡倫、鄂爾多和卡倫、特木倫卡倫、額林沁卡倫
恰克図、布拉汗、召莫多、曼達爾戈壁

### 克魯倫巴爾和屯盟
- 車臣汗部（チェチェン・ハン部）

東路車臣汗旗、東路左翼左旗、東路左翼右旗、東路左翼前旗、東路左翼後旗、東路左翼中旗、東路左翼後末旗、東路中左旗、東路中右旗、東路中前旗、東路中後旗、東路中末旗、東路中左前旗、東路中右後旗、東路中末右旗、東路中末次旗、東路右翼前旗、東路右翼後旗、東路右翼左旗、東路右翼中旗、東路右翼中前旗、東路右翼中左旗、東路右翼中右旗
石威爾達卡倫、托洛蓋卡倫、扎各勒図卡倫、孟格集格卡倫、鄂博図卡倫、鄂林図卡倫、図爾克納卡倫、托克托爾卡倫、霍林那拉蘇卡倫、托索克卡倫、和爾泰卡倫、伯爾克卡倫、烏爾合特卡倫、巴彦阿都爾噶卡倫、阿嘎楚卡倫、集爾渾卡倫、庫里諾卡倫、阿魯蘇克卡倫、阿典河卡倫
克魯倫、車臣汗、賽音商徳

### 科布多地区
- 烏蘭固木（オラーンゴム）、科布多（ホブド）

### 三音済雅哈図右翼盟
杜爾伯特前旗、杜爾伯特前右旗、杜爾伯特中右旗、輝特下前旗、扎哈沁旗、明阿特旗、額魯特旗

### 三音済雅哈図左翼盟
杜爾伯特汗旗、杜爾伯特中旗、杜爾伯特中左旗、杜爾伯特中前旗、杜爾伯特中後旗、杜爾伯特中上旗、杜爾伯特中下旗、杜爾伯特中前左旗、杜爾伯特中前右旗、杜爾伯特中後左旗、杜爾伯特中後右旗、輝特下後旗
錫巴里卡倫、斉爾勒卡倫、哈起克卡倫、巴彦布拉克卡倫、吉里克卡倫

### 唐努烏梁海地区
- 唐努烏梁海部

托錦旗、薩拉吉克旗、庫布蘇庫勒諾爾旗、唐努旗、奇木斉克旗、司哈夫喀達内屋旗、扎諾伊翁旗、烏布林蘇門旗、達爾哈達沙畢旗
三音諾顔部烏梁海、扎薩克図汗部烏梁海、哲布尊巴呼図克図属烏梁海36佐領
貝集卡倫、古特額古爾図卡倫、河拉渾博勒爾卡倫、鄂依拉噶卡倫、達爾沁図卡倫、托洛蓋卡倫、哈特呼爾卡倫、貝勒特斯卡倫、察汗布卡倫
穆棱、哈特呼爾、肯木畢其爾